# Raphael Thattil
Raphael Thattil (* 21. dubna 1956, Triššúr, Kérala) je indický biskup syrsko-malabarské církve, od 9. ledna 2024 vyšší arcibiskup vyšší archieparchie Ernakulam–Angamaly a hlava syrsko-malabarské církve.

## Život
PO studiu na indických školách a seminářích byl v roce 1980 vysvěcen na kněze pro eparchie Trichur. V roce 1983 byl poslán na studia do Říma, kde v roce 1988 získal doktorát z východního kanonického práva na Papežském východním institutu a po návratu působil ve vedení různých diecézních funkcí. 

### Biskupská služba
Synod syrsko-malabarské církve v roce 2010 jej zvolil pomocným biskupem v archieparchii Trichur a po souhlasu papeže Benedikta XVI. přijal v dubnu 2010 biskupské svěcení. V říjnu 2010 jej papež František jmenoval prvním eparchou nově vytvořené eparchie šamšabádské. Dne 9. ledna 2024 jej synod zvolil vyšším arcibiskupem vyšší archieparchie Ernakulam–Angamaly a hlavou syrsko-malabarské církve. Papež František ještě téhož dne potvrdil volbu a nový vyšší arcibiskup se o dva dny později ujal svého úřadu.